# آنام
آنام یکی از مستعمره‌های فرانسه در جغرافیای ویتنام کنونی بود. آنام مملکتی بود در مشرق شبه‌جزیره هندوچین به وسعت ۱۴۷ هزار کیلومتر مربع. مرکز آن هوء و از شهرهای مهم آن توران و محصول آن ابریشم و [برنج] بود.